# Бондаренко Альберт Васильович
Альберт Васильович Бондаренко (народився 1 травня 1930, м. Сталіно, нині Донецьк, Українська РСР — помер 5 жовтня 1987, м. Ворошиловград, нині Луганськ, Українська РСР) — український театральний  режисер.  Заслужений артист УРСР (1980).

## Освіта та кар’єра
Закінчив Харківський театральний інститут 1954 року (викладач — Борис (Бенедикт) Норд)
Працював у театрах:
- Хмельницький український музично-драматичний театр (1954–1957);
- Ворошиловградський український музично-драматичний театр (1958–1963, 1977–1986);
- Донецький український музично-драматичний театр (1966–1968);
- Армавірський драматичний театр (1968–1973);
- Брянський драматичний театр (1973–1974, 1976–1977)[1].

1978 року у Ворошиловграді заснував експериментальну лабораторію молодого драматурга на базі української трупи.

### Основні постановки

#### Постановки, які він втілив уперше на сцені:
- Пархоменко (Ф. Вольний)
- Привіт, синичко! (1979, Я. Стельмах)
- Запитай колись у трав (1983, Я. Стельмах)
- Мирний–21 (1980, Р. Полонський)
- Мис Горн (1981, Р. Феденьов)
- Третій  (1982,Л.Хоролець)
- Фіктивний шлюб (1982, А. Крим)
- Легендарна особа (1984, В. Левашов)[1]

##### Інші постановки:
- Ой не ходи, Грицю, та й на вечорниці (1977, М. Старицький)
- Дикий Ангел (О. Коломієць)
- Поріг (1983, О. Дударєв)
- Рядові (1985, О. Дударєв)
- Остання ніч Спартака (1984, Р. Отколенко)[3][4]

### Художній стиль
У центрі творчого бачення Бондаренка — людина, її біль і радість, мученицький шлях до прозріння. Його постановки відзначалися глибоким психологізмом і високим рівнем акторської гри.

## Нагороди
Отримав звання Заслуженого артиста УРСР 1980 року за значний внесок у театральне мистецтво.

Альберт Бондаренко помер 5 жовтня 1987 року в місті Ворошиловграді (нині Луганськ)
1. 1 2 3  Тимошенко, В. В. (12 грудня 2004). Бондаренко Альберт Васильович. esu.com.ua (укр.). Процитовано 25 липня 2025.
2. ↑  Зайцев, Олег (10 грудня 2021). ТРАДИЦІЙНІ ТЕНДЕНЦІЇ ОФОРМЛЕННЯ МУЗИЧНИХ ВИСТАВ ЗАКАРПАТСЬКОГО УКРАЇНСЬКОГО МУЗИЧНО-ДРАМАТИЧНОГО ТЕАТРУ ХХ СТОРІЧЧЯ. THEORETICAL AND EMPIRICAL SCIENTIFIC RESEARCH: CONCEPT AND TRENDS VOLUME3. European Scientific Platform. doi:10.36074/logos-10.12.2021.v3.40.
3. ↑  Марченко, Валерій; Сідлецька, Тетяна (4 вересня 2019). АКОРДЕОННЕ МИСТЕЦТВО УКРАЇНИ В КОНТЕКСТІ РОЗВИТКУ КОНКУРСНОГО ТА ФЕСТИВАЛЬНОГО РУХУ. УКРАЇНСЬКА КУЛЬТУРА : МИНУЛЕ, СУЧАСНЕ, ШЛЯХИ РОЗВИТКУ (НАПРЯМ: МИСТЕЦТВОЗНАВСТВО) (26). doi:10.35619/ucpm.vi26.35. ISSN 2411-1546.
4. 1 2  Енциклопедія соціогуманітарної інформології. Том 1. Видавничий дім «Гельветика». 2020. ISBN 978-966-992-211-3.